# Rz (dwuznak)
Rz – łaciński dwuznak występujący w języku polskim i kaszubskim.

## Historia
Rz wywodzi się z miękkiego r. Około wieku XIII i XIV zmiękczone /rʲ/ nabrało w swojej wymowie dużej frykcji, przez co upodobniło się do wymowy współczesnego czeskiego ř. Wzory grafemów czerpano w dużym stopniu z języka czeskiego, więc zarówno w ówczesnym polskim, jak i czeskim sprzed reformy Jana Husa, rz mógł się zapisywać jako rz, rrz, rs, rzs, rzss, zr, sr, rzs lub rzz. Istniał też zapis rż, podobnie, jak sż i cż zamiast sz i cz.
Zdaniem Ireny Bajerowej w drugiej połowie XVIII wieku prawdopodobnie doszło do upowszechnienia wymowy rz jako ż. Nie mniej jednak na Kresach Wschodnich pod wpływem języków wschodniosłowiańskich frykatywna wymowa rz przetrwała o wiele dłużej, aż do XIX wieku, choć bardziej przypominała 'rź' aniżeli 'ř'.

## Użycie
W języku polskim rz obecnie znaczy głoskę ʒ, czyli tę samą, co litera ż. Pojawia się najczęściej po spółgłoskach (b, p, g, k, ch, j, w, t, d), a także, gdy w różnych formach wyrazu pojawia się zamiennie z r (morski – morze).
W języku kaszubskim litera ż i dwuznak rz czytane są jako ʒ i ʐ (lub w niektórych północnych i północnowschodnich dialektach – r̝) odpowiednio.
W niektórych słowach może oznaczać r i z oddzielnie, na przykład w słowach marznąć [ˈmarznɔ̃ɲʨ̑], zamarzać [zãˈmarzaʨ̑], tarzan, Murzasichle, Nowe Marzy, Stare Marzy, lub r i ź (zi), na przykład w nazwie Mierziączka.
W niektórych słowach użycie dwuznaku rz zmienia znaczenie słów np. słowo morze oznacza naturalny zbiornik wodny będący częścią oceanu, mniej lub bardziej wyraźnie oddzielona od pozostałych jego części brzegami kontynentu, wyspami lub wzniesieniem dna zaś słowo może [ˈmɔʒɛ] nadaje wypowiedzi charakter przypuszczenia oraz jest stosowane w celu wyrażenia propozycji, rady, prośby.